# Carex asraoi
Espèce
Classification phylogénétique
Carex asraoi est une espèce de plantes du genre Carex et de la famille des Cyperaceae.